# Spilosmylus ludinganus
Spilosmylus ludinganus är en insektsart som beskrevs av C.-k. Yang 1992. Spilosmylus ludinganus ingår i släktet Spilosmylus och familjen vattenrovsländor. Inga underarter finns listade i Catalogue of Life.